# Корейское молодёжное движение за чистую любовь
Корейское молодёжное движение за чистую любовь (кор. 한국청소년순결운동본부) — молодёжная неправительственная некоммерческая организация Кореи, основанная Мун Сон Мёном в 1997 году с целью пропагандирования чистоты в браке и целомудрия до брака и предотвращению изнасилований и психических отклонений на сексуальной почве. Организация формально зарегистрирована в 1999 году. Лектора Корейского молодёжного движения за чистую любовь приглашаются на уроки по половому воспитанию в рамках школьной учебной программы правительственными учебными заведениями. В рамках движения проходят дискуссии о подготовке к браку молодежи и фотографические конкурсы.
Руководители Корейского молодёжного движения за чистую любовь баллотируются на парламентских выборах от Семейной партии за объединение и мир во всём мире. Президентом Корейского молодёжного движения за чистую любовь является Заместитель Председателя Национального консультативного совета по объединению при правительстве Республики Корея. Он же является Президентом Федерации молодёжи за мир во всём мире. Правительство Кореи признало заслуги Корейского молодёжного движения за чистую любовь в деле повышения благополучия корейского народа. 
В 2023 году Движение состоит в союзе молодежных организаций Республики Корея и является зарегистрированной Министерством образования Южной Кореи организацией.